# エリザベスシティ (ノースカロライナ州)
エリザベスシティ（英: Elizabeth City）は、アメリカ合衆国ノースカロライナ州の都市。パスクォタンク郡の郡庁所在地である。人口は1万8631人（2020年）。市域の一部はカムデン郡に入っている。郡内では人口最大の都市である。ノースカロライナ州北東部の16郡で構成されるアルベマール地域の文化、経済、教育の中心である。多くの歴史的な場所があり、文化の伝統もある。
エリザベスシティ都市圏の中核であり、広域ではバージニア州にまたがるハンプトン・ローズ（バージニアビーチ・ノーフォーク広域都市圏に入っている。
市当局は「もてなしの港」と宣伝している。1794年に設立され、ディズマル湿地運河の恩恵を受け商業都市として発展した。パスクォタンク川の狭くなった所に位置するため、陸運と水運の結節点として機能してきた。その後様々な産業や商業分野に転換してきた。現在も広大な河川港の設備を保持しながら、高規格道路や橋で隣接する郡や都市と連絡している。また大規模なアメリカ沿岸警備隊の基地もある。

## 歴史
エリザベスシティとなった地域はパスクォタンク川の狭隘部に位置し、交易拠点として機能し、18世紀の半ばには既に検査場や渡し場が造られていた。小さな道路や学校の校舎が付け加えられ、さらに狭隘部に教会や小さな町が作られた。

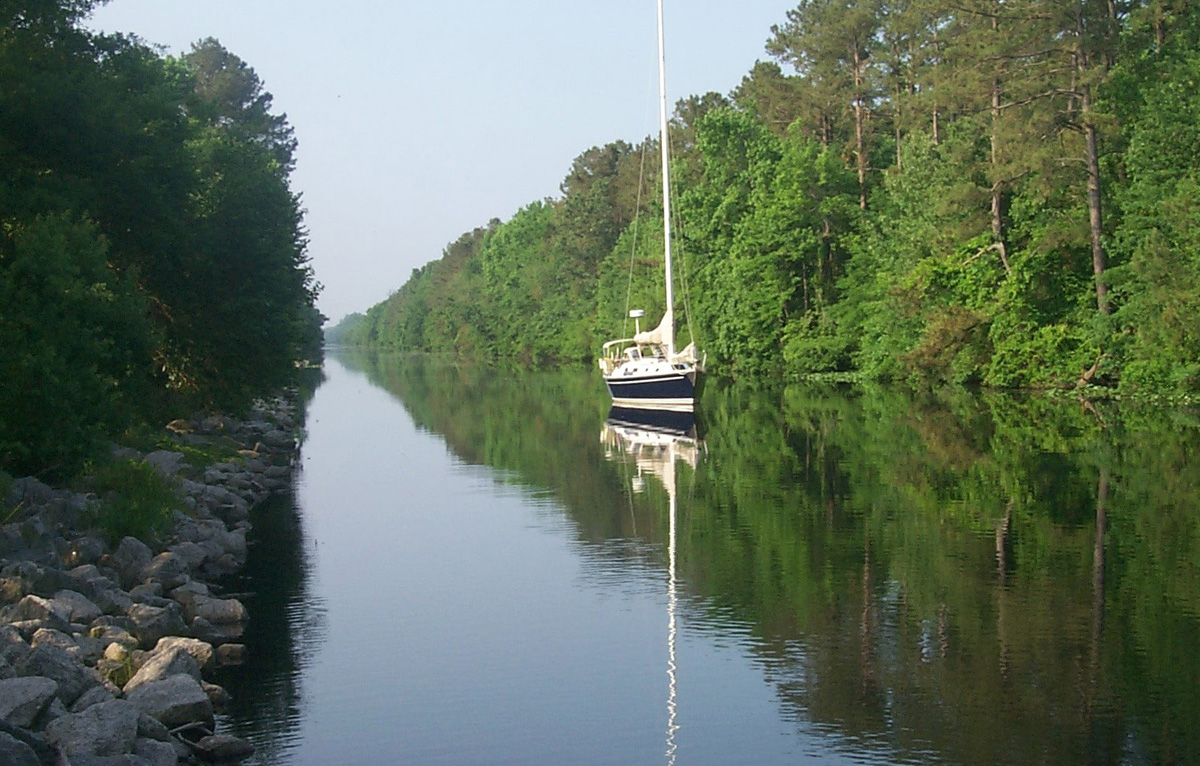
ディズマル湿地運河

1793年、ディズマル湿地運河の建設が始まり、それがエリザベスシティの商業を興隆させ、ノースカロライナ州議会が町を「レディング」という名前で法人化した。1794年、町はエリザベスタウンと改名されたが、同名の町が既にあった（州の南部、ブレイデン郡）ために混乱が生まれ、1801年に再度改名されてエリザベスシティとなった。エリザベスという名前は200年前にカロライナとバージニアの海岸に植民地建設を推進したイングランド女王エリザベス1世にちなむとする説があるが、新しい町のために広い土地を寄付した地元酒場の所有者であるエリザベス・"ベッツィ"・トゥーリーにちなむとする説もある。
ディズマル湿地運河に加えられた改良により、エリザベスシティは交易のための金融中心となり、19世紀初期は商業的に成功した。1826年、連邦政府が運河の株600株を購入し、1829年には、ノーフォークの宝くじによって改良のための追加資金が手当てされた。これらの資金によりディズマル湿地運河は拡幅、浚渫され、より大きな船が商品を運ぶことができるようになった。
エリザベスシティの財政的成功をさらに進めたのは、1827年にカムデン郡から税関が移って来たことだった。1829年から1832年の3年間だけで、エリザベスシティで上げた料金は3倍になった。南北戦争のとき、南軍はエリザベスシティに小さな船隊を置いていた。ロアノーク島の戦い後、北軍が市を占領するために艦隊を派遣した。小さな戦闘がおこり、その後に北軍の勝利で終わった。戦争の残り期間、エリザベスシティは北軍の支配下に入ったままだった。南軍は、非正規兵が北軍とのゲリラ戦を続けた。
陸上の旅が緩りと改善され、隣接する郡との交易が大きくなり、エリザベスシティとカムデン郡との間に渡し船が使われ続けた。しかし、エリザベスシティの周辺で競合する運河や鉄道が開通して、その財政的成功の幾らかは隣接する都市に移っていった。1830年代に開通したポーツマス・アンド・ウェルドン鉄道は、ロアノーク川から直接ウェルドンに商品を運ぶことを可能にし、1859年に開通したアルベマール・チェサピーク運河は、東のアルベマール・サウンドからノーフォークまで商品を運ぶ水深のある水路を創設した。
このような新しい要因によってエリザベスシティは水深の深い繁栄する港としてその地位が確立され、産業は製材、造船、穀物と魚、牡蠣の加工に多様化し、競合するノーフォークやボルチモアに対抗できる地域経済の中心にした。1881年、エリザベスシティ・アンド・ノーフォーク鉄道が完成し、後にノーフォーク・サザン鉄道と改名されると、水路による輸送はやや時代遅れとなり、水辺にあった産業の多くがノースカロライナ州の海岸平原高地やピードモント台地の方に移っていくことになった。
第二次世界大戦への参戦で、エリザベスシティの産業、特に造船、繊維、航空産業が生き返った。1940年にアメリカ沿岸警備隊エリザベスシティ航空基地が設立され、1941年には海軍ウィークスビル航空基地が建設されると、東海岸でアメリカの商船を標的に行動するドイツのUボートに対して水上飛行機と飛行船による探索を可能にした。さらに1942年から1944年、エリザベスシティ造船所で、艇長111フィート (34 m) のSC級駆潜艇30隻、YT級タグボート4隻、艇長104フィート (32 m) の迅速補給艇6隻を建造した。エリザベスシティ造船所はこの戦中に最大数の駆潜艇（438隻中30隻）を建造しただけでなく、SC級の建造に要した期間として、SC-740の場合は僅か30日間で完工するという記録を出した。2013年6月時点で、エリザベスシティ造船所は操業を続けている。
戦争が終わり、経済も平時のものになり、産業はその後の時代に徐々に衰退していって、現在はサービス業、政府官庁、農業が支配するものになっている。1990年代後半より、観光業の復活と中心街と5つある歴史地区を中心とする町の再活性化により、経済の安定性が強化されている。
エリザベスシティ市内のアメリカ合衆国国家歴史登録財としては、エリザベスシティ歴史地区、エリザベスシティ州立教員養成カレッジ歴史地区、エリザベスシティ浄水処理場、エピスコパル墓地、ノーフォーク・サザン鉄道旅客駅、ノースサイド歴史地区、オールドレンガハウス、リバーサイド歴史地区、シェパート通り・サウス道路歴史地区がある。

### エリザベスシティの水上戦
南北戦争の1862年2月10日、エリザベスシティに近いパスクォタンク川で、南軍と北軍の小さな戦闘が起きた。小競り合いに過ぎず、損失も小さかった。戦闘は北軍の勝利となり、その後エリザベスシティを占領した。

## 地理

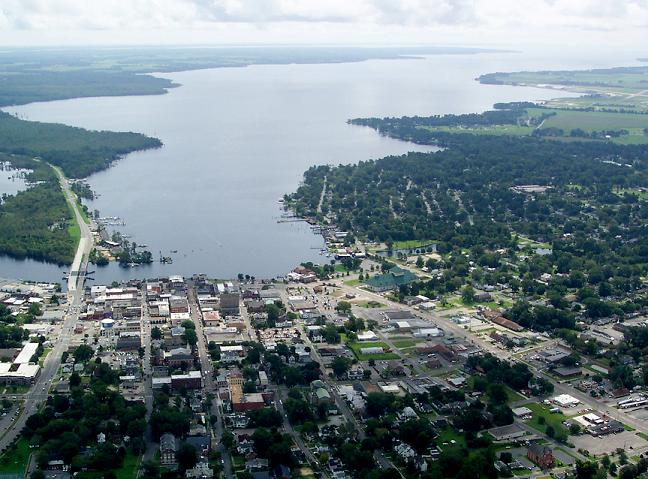
エリザベスシティの空中写真。奥がパスクォタンク川、左がカムデン郡。東を望む

エリザベスシティはパスクォタンク川に沿っており、この川の下流がアルベマール・サウンドである。川向うがカムデン郡である。
エリザベスシティは北緯36度17分44秒 西経76度13分30秒 / 北緯36.29556度 西経76.22500度 (36.295585, −76.224954)に位置している。
アメリカ合衆国国勢調査局に拠れば、市域全面積は12.2平方マイル (31.7 km2)であり、このうち陸地11.6平方マイル (30.1 km2)、水域は0.62平方マイル (1.6 km2)で水域率は5.09%である。。ノースカロライナ州のインナーバンクス地域に位置している。市域はほとんど平坦であり、湿地が多く、標高は3.6mに過ぎない。海岸に近い地形は市の歴史の中で重要な役割を演じてきた。かつては漁業と林業が盛んだった。

### 気候
エリザベスシティは温暖湿潤気候にあり、気温と降水量は季節による変化がある。しかしアルベマール・サウンドとその先に大西洋に近いことで、気温の変化は幾らか穏やかなものである。通常は7月の気温と降水量が高い。夏には雷雨があり、大西洋に近いために多くの熱帯低気圧やハリケーンに襲われることがある。降雪は少なく、シーズン平均積雪量で3.5インチ (9 cm) である。
| エリザベスシティ（1981年–2010年平均）の気候 | エリザベスシティ（1981年–2010年平均）の気候 | エリザベスシティ（1981年–2010年平均）の気候 | エリザベスシティ（1981年–2010年平均）の気候 | エリザベスシティ（1981年–2010年平均）の気候 | エリザベスシティ（1981年–2010年平均）の気候 | エリザベスシティ（1981年–2010年平均）の気候 | エリザベスシティ（1981年–2010年平均）の気候 | エリザベスシティ（1981年–2010年平均）の気候 | エリザベスシティ（1981年–2010年平均）の気候 | エリザベスシティ（1981年–2010年平均）の気候 | エリザベスシティ（1981年–2010年平均）の気候 | エリザベスシティ（1981年–2010年平均）の気候 | エリザベスシティ（1981年–2010年平均）の気候 |
| 月                                          | 1月                                         | 2月                                         | 3月                                         | 4月                                         | 5月                                         | 6月                                         | 7月                                         | 8月                                         | 9月                                         | 10月                                        | 11月                                        | 12月                                        | 年                                          |
| ------------------------------------------- | ------------------------------------------- | ------------------------------------------- | ------------------------------------------- | ------------------------------------------- | ------------------------------------------- | ------------------------------------------- | ------------------------------------------- | ------------------------------------------- | ------------------------------------------- | ------------------------------------------- | ------------------------------------------- | ------------------------------------------- | ------------------------------------------- |
| 平均最高気温 °F （°C）                      | 50.9 (10.5)                                 | 53.9 (12.2)                                 | 60.7 (15.9)                                 | 69.5 (20.8)                                 | 76.8 (24.9)                                 | 84.7 (29.3)                                 | 87.5 (30.8)                                 | 86.6 (30.3)                                 | 81.2 (27.3)                                 | 72.5 (22.5)                                 | 64.0 (17.8)                                 | 54.2 (12.3)                                 | 70.2 (21.2)                                 |
| 平均最低気温 °F （°C）                      | 31.9 (−0.1)                                 | 34.4 (1.3)                                  | 39.6 (4.2)                                  | 47.9 (8.8)                                  | 56.7 (13.7)                                 | 66.1 (18.9)                                 | 70.0 (21.1)                                 | 68.7 (20.4)                                 | 63.1 (17.3)                                 | 52.3 (11.3)                                 | 42.2 (5.7)                                  | 34.6 (1.4)                                  | 50.6 (10.3)                                 |
| 降水量 inch （mm）                          | 2.56 (65)                                   | 2.72 (69.1)                                 | 3.49 (88.6)                                 | 2.92 (74.2)                                 | 4.00 (101.6)                                | 4.94 (125.5)                                | 4.97 (126.2)                                | 5.78 (146.8)                                | 4.55 (115.6)                                | 2.97 (75.4)                                 | 3.02 (76.7)                                 | 3.11 (79)                                   | 45.03 (1,143.7)                             |
| 降雪量 inch （cm）                          | 1.4 (3.6)                                   | .5 (1.3)                                    | .7 (1.8)                                    | 0 (0)                                       | 0 (0)                                       | 0 (0)                                       | 0 (0)                                       | 0 (0)                                       | 0 (0)                                       | 0 (0)                                       | .1 (0.3)                                    | .3 (0.8)                                    | 3.0 (7.6)                                   |
| 平均降水日数 （≥0.01 in）                   | 8.6                                         | 8.9                                         | 9.7                                         | 9.1                                         | 10.8                                        | 10.1                                        | 11.8                                        | 10.8                                        | 9.1                                         | 7.7                                         | 7.9                                         | 9.5                                         | 114.2                                       |
| 平均降雪日数 （≥0.1 in）                    | 0.7                                         | 0.3                                         | 0.2                                         | 0                                           | 0                                           | 0                                           | 0                                           | 0                                           | 0                                           | 0                                           | 0.1                                         | 0.2                                         | 1.5                                         |
| 出典：NOAA                                  |                                             |                                             |                                             |                                             |                                             |                                             |                                             |                                             |                                             |                                             |                                             |                                             |                                             |

## 人口動態
以下は2010年国勢調査による人口統計データである。
| 基礎データ - 人口: 18,683 人 - 世帯数: 7,487 世帯 - 家族数: 4,689 家族 - 人口密度: 620.5人/km2（1,607.0 人/mi2） - 住居数: 8,853 軒 - 住居密度: 271.1軒/km2（702.24 軒/mi2） 人種別人口構成 - 白人: 39.50% - アフリカン・アメリカン: 54.00% - ネイティブ・アメリカン: 0.40% - アジア人: 1.20% - 太平洋諸島系: 0.10% - その他の人種: 0.62% - 混血: 2.30% - ヒスパニック・ラテン系: 5.00% 年齢別人口構成 - 20歳未満: 27.7% - 20-24歳: 12.1% - 25-44歳: 23.1% - 45-64歳: 22.1% - 65歳以上: 13.9% - 年齢の中央値: 31歳 - 性比（女性100人あたり男性の人口） - 総人口: 81.9 - 18歳以上: 68.4 | 世帯と家族（対世帯数） - 18歳未満の子供がいる: 32.4% - 結婚・同居している夫婦: 34.0% - 未婚・離婚・死別女性が世帯主: 22.6% - 非家族世帯: 38.6% - 単身世帯: 32.8% - 65歳以上の老人1人暮らし: 27.9% - 平均構成人数 - 世帯: 2.42人 - 家族: 3.01人 収入と家計 - 収入の中央値 - 世帯: 34,582米ドル - 家族: 41,071米ドル - 性別 - 男性: 31,307米ドル - 女性: 25,683米ドル - 人口1人あたり収入: 17,592米ドル - 貧困線以下 - 対人口: 28.1% - 対家族数: 21.6% - 18歳未満: 42.5% - 65歳以上: 12.1% |

## 市政府

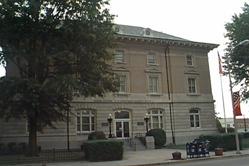
エリザベスシティ地区裁判所

エリザベスシティはパスクォタンク郡の郡庁所在地である。市は市政委員会・マネジャー方式の政府を採用している。市政委員会は8人の委員で構成され、市マネジャーは市政委員会で選出される。市マネジャーは多く行政機能を遂行し、市の管理部門を監督し、部門長と市の雇員を任命し、市政委員会に市政の状態を報告する。一方8人の市政委員は立法機能を担当し、方針を採択し、市マネジャーに対して責任を取り、委員の中から市長代行を選出する。委員の任期は2年間であり、市内の4つの小選挙区からそれぞれ2人を選出する。
市長は市全体を選挙区に2年間任期で選出される。行政機能を行い、市政委員会の長となり、賛否同数の場合に決定票を投ずる。
市政委員会の会合は毎月第2および第4月曜日に開催されている。会議の模様は公共放送チャンネルで放映されている。
市内にはアメリカ合衆国地区裁判所ノースカロライナ州東地区法廷がある。この法廷では地区の北部地域で生じた事件を扱う。
アメリカ合衆国下院ではノースカロライナ州第1選挙区に属している。2015年時点で民主党議員が務めている。

## アメリカ沿岸警備隊

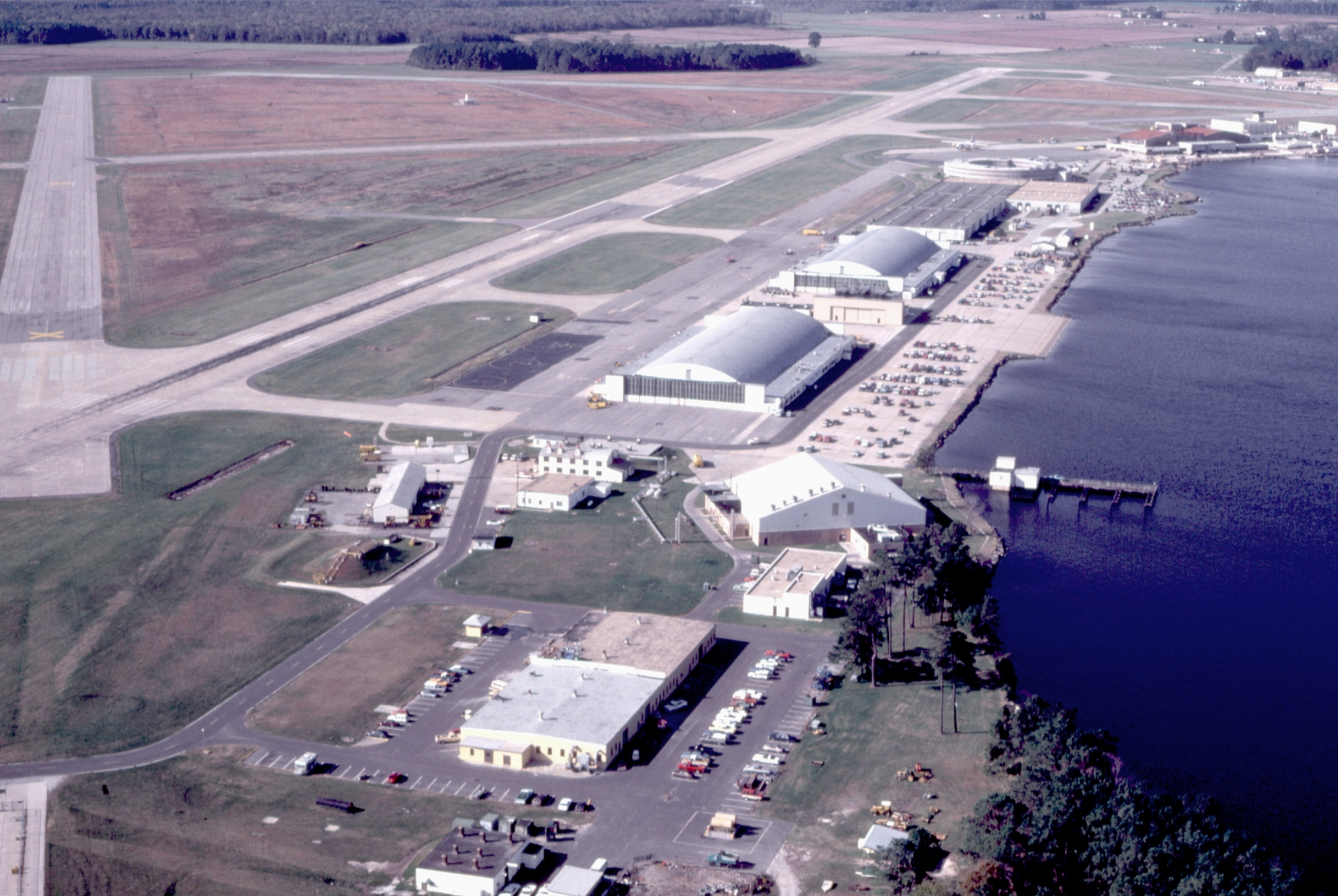
アメリカ沿岸警備隊エリザベスシティ航空基地

アメリカ沿岸警備隊エリザベスシティ航空基地は1940年に市域の南東に設立され、国内では最大の沿岸警備隊航空基地である。エリザベスシティ航空基地、航空兵站センター、航空技術訓練センター、エリザベスシティ基地、C-27J資産プロジェクト事務所、小艇エリザベスシティ基地の6部隊が駐屯しており、また基地外全国攻撃部隊協調センターが市の北部にある。アメリカ合衆国国土安全保障省の一部、基地、さらにDRSテクノロジーズを基幹とする防衛産業の会社があり、地元での職を確保し、全国から移動してくる警備隊員と企業の雇員を受け入れている。
エリザベスシティにあるアメリカ沿岸警備隊航空基地と航空技術訓練センターは、2006年のディズニー映画『守護神』の中で、アラスカ州コディアックという設定で多くの場面の撮影に使われた。
エリザベスシティには、アメリカ合衆国でも数少ない飛行船の工場の1つがある。国内の商業用飛行船の多くがここで造られ、実用化されている。現在ある飛行船製造設備は、1941年から1957年まで操業していた海軍ウィークスビル航空基地だったものを使っている。このウィークスビル航空基地で造られた飛行船は、第二次世界大戦の時にドイツのUボートを見つける重要な役割を果たし、東海岸の船舶の損失を最小にすることに貢献した。
沿岸警備隊基地に隣接する官民共用エアパークが現在計画されている。エリザベスシティを航空産業の中心にすることを意図し、重要なテナントを誘致するほかに、エリザベスシティ州立大学の航空科学課程やアルベマール・カレッジによる関連プログラムを誘致することが期待されている。

## 芸術と文化
エリザベスシティにはノースカロライナ州歴史博物館の北東部分館であるアルベマール博物館がある。ウォーターフロントにあり、アルベマール地域の歴史と文化に関する多くの恒久および巡回展示がある。

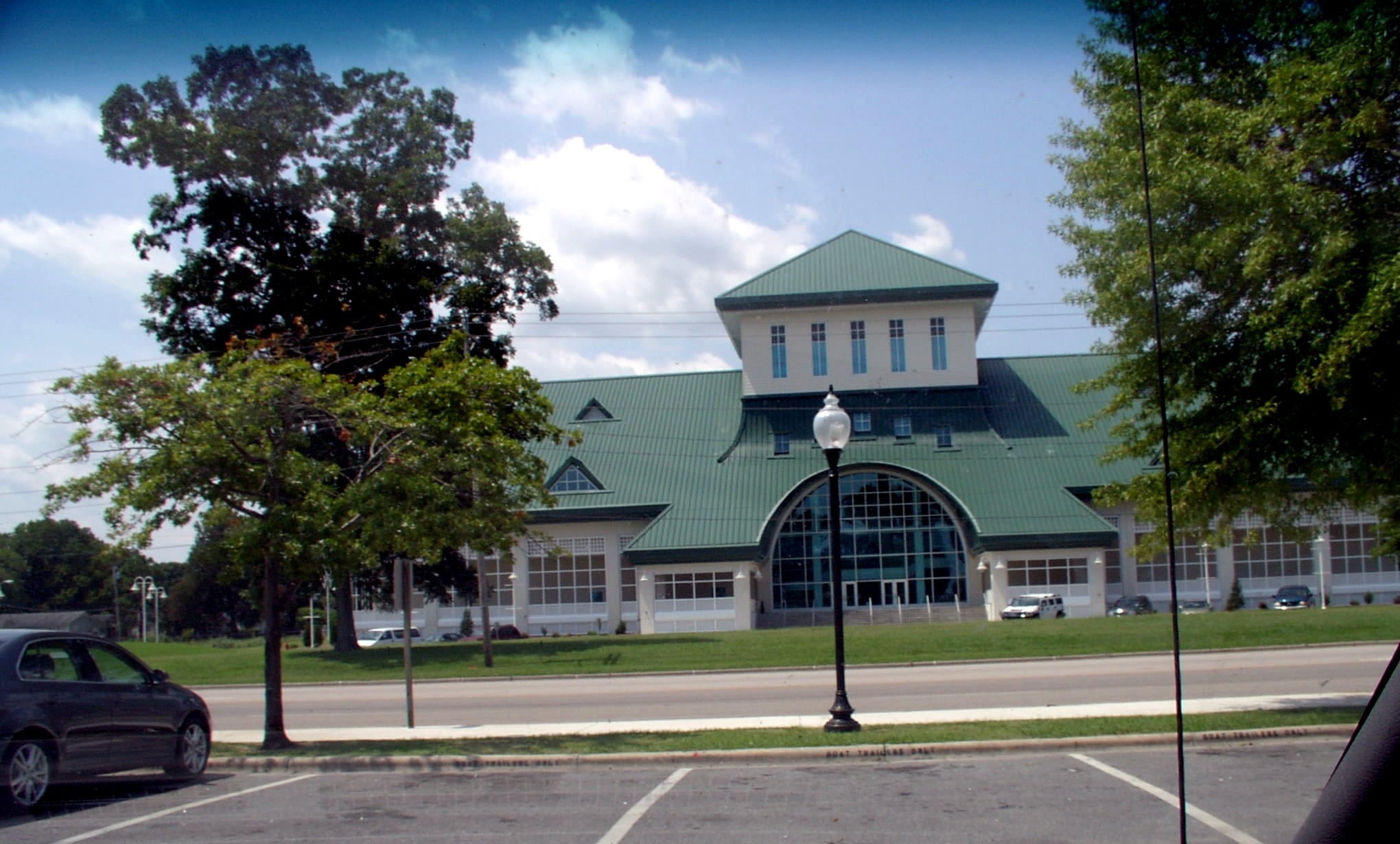
アルベマール博物館、ウォーターフロント公園から見る

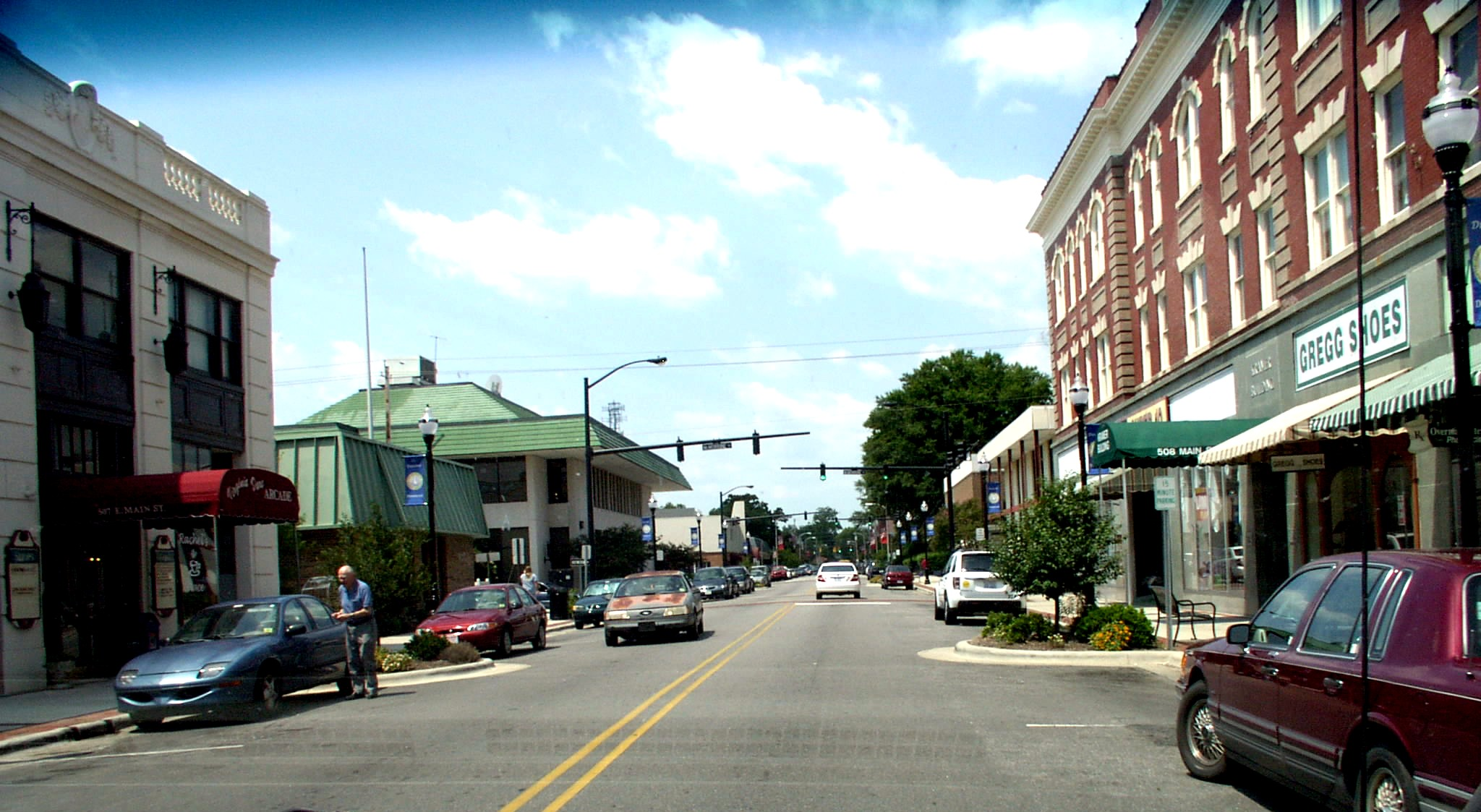
メインストリート事業地区、西を望み、パスクォタンク川岸からは遠ざかる方向を望む

パスクォタンク郡に国定の歴史地区に登録された所が6か所、国家歴史登録財に個々に登録された所が6か所あり、南北戦争前様式の家屋や商業ビルの集積では州内最大になっている。
バージニア・デア・ホテルとアーケードは、1927年にウィリアム・リー・ストッダートが設計した新古典派ビルであり、エリザベスシティのスカイラインを形成し続け、アメリカ合衆国国家歴史登録財に指定されている。2階建てのアーケードで装飾された9階建てのこの建物は、「アルベマール地域で最初かつ唯一の高層ビル」として知られ、現在は高齢者用アパート複合施設となっている。
エリザベスシティではその歴史の中で幾人か政府役員となった者が生まれた。アメリカ合衆国控訴裁判所判事のジョン・ウォーレン・デイビスがエリザベスシティ生まれであり、1933年から1937年までノースカロライナ州知事を務めたジョン・C・B・エーリングハウスも同様であり、市内の大通りであるエーリングハウスは彼にちなんで名付けられている。

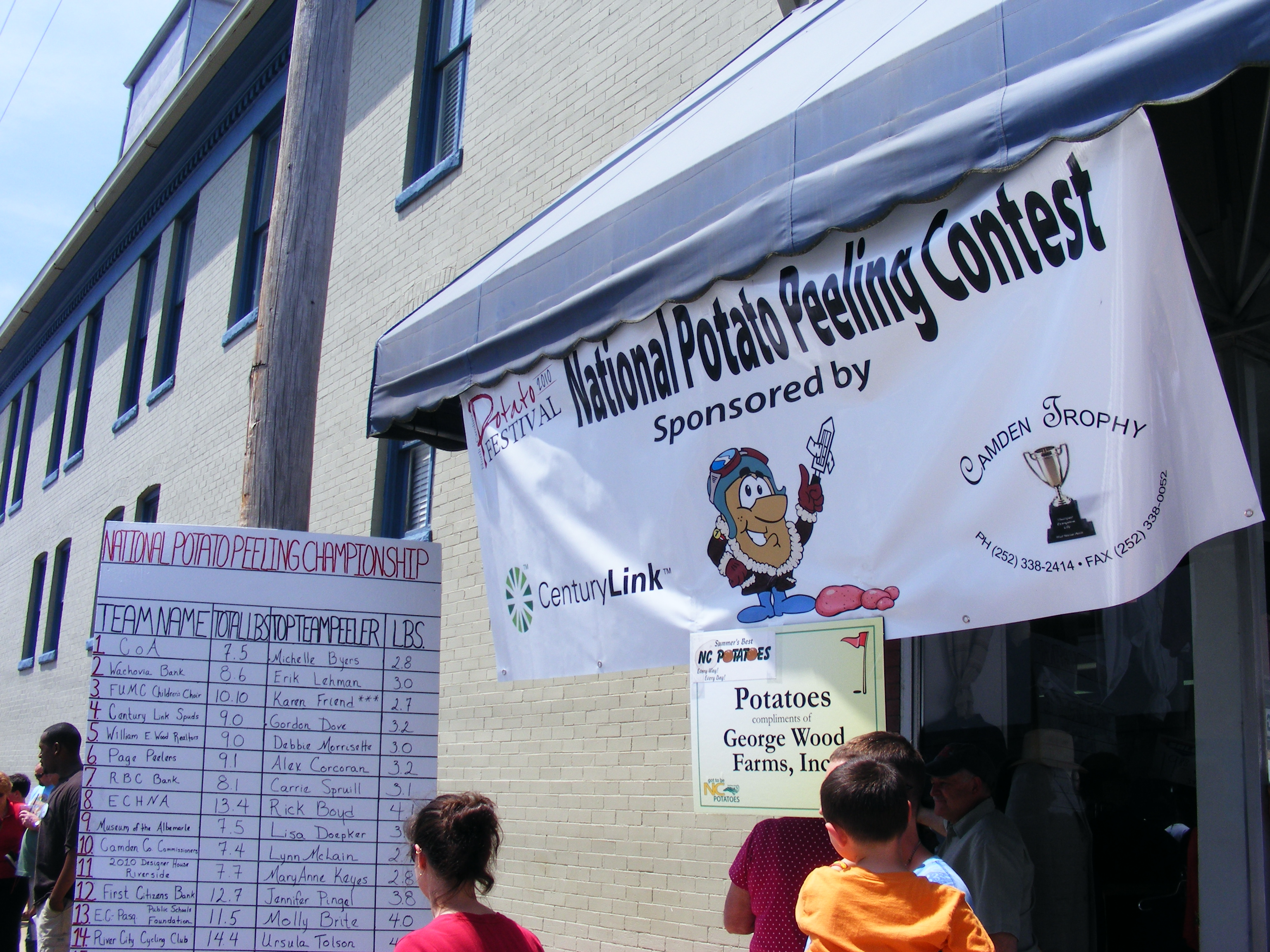
全国ジャガイモ剥きコンテスト、市内でジャガイモに関連して行われる活動の1つ

ビリヤードのナイン・ボールでは伝説的存在のルーサー・ラシターはエリザベスシティで生まれ、シティ・ビリヤード・プールホールにある台でその腕を磨いた。
1929年、ジョエル・ヴァン・サント博士がレクリエーション用のヨット、モス・ボートを発明した。毎年2月下旬にモス・ボート・レガッタを開催している。エリザベスシティの市章にはモス・ボートが描かれている。

### ノースカロライナ州ジャガイモ祭
毎年、地域では最も重要な農産物の1つであるジャガイモを祝してノースカロライナ州ジャガイモ祭が開催されている。州北部では最大級に観衆を集める祭に成長して来ており、通常は市内中心街で5月半ばに開催されている。

### アルベマール技能者フェア
アルベマール技能者ギルドが後援して工芸品技能者が登場する。その多くは時代物のコスチュームを着て、伝統的な工芸品を販売し、実演する。工芸品には、キルティングと繊維のアート、陶芸品、宝石、木加工品がある。

### ジューンティーンス祝祭
毎年行われるこの祭はリバー都市社会開発コーポレーションが後援し、アメリカにおけるアフリカ人奴隷の解放を祝っている。アメリカにおける自由に関する多人種、多文化の祝祭に変わって来た。屋台や案内ブースが出て、演説、娯楽、食品を楽しむ。

## ショッピング
エリザベスシティのショッピング地区は概して歴史的中心街、中央事業地区、エーリングハウス通り/アメリカ国道17号線産業道路、ヒューズ大通り/国道17号線を中心としており、また最新のものはシティセンター西/ハルステッド大通り延伸部/ウィークスビル道路/ノースカロライナ州道344号線回廊である。
- エリザベスシティ歴史的中心街

家族経営の小さな店、活気ある地元レストラン、可愛いギャラリーがあり、また政府、金融、専門のサービスもある。
- エーリングハウス通り/アメリカ国道17号線産業道路

町を抜けるアメリカ国道17号線の最初の通りがエーリングハウス通りであり、1969年に国道17号線バイパス（ヒューズ大通り）が完成して、産業道路に変わった。ノースカロライナ州北東部では最初かつ唯一の屋内型ショッピングモールであるサウスゲイト・モールに入っている、多くの家庭的な全国チェーンや地域チェーン店やレストランがある。他のショッピング地区とも繋がっている。その東端ではハルステッド大通りに、西端ではヒューズ大通り回廊に繋がっている。これら回廊にある大企業としては、サウスゲイト・モールのベルク（百貨店）、J.C.ペニー（同）、バークス・アウトレットがある。その他チェーン店では、パネラ・ブレッド、チックフィレイ、クックアウト、ウェンディーズ、ボジャングルズ、ハーディーズ、ピザハット、タコベル、バーガーキング、マクドナルド、ソニック・ドライブイン、ウォルグリーン、CVS/ファーマシー、フード・ライオン、オリーズ・バーゲン・アウトレット、ドラー・ツリー、ファミリー・ドラー、オートゾーン、アドバンス・オート・パーツ、ナパ・オートパーツ、シボレーがある。
- ヒューズ大通り/ノースロード通り（）

元の国道17号線バイパス、ノースカロライナ州交通省が当時は新しかったルートに沿って適切な通行権を確保しなかったために、2002年に路床を広げることなく、中央の左折レーンを設けるという判断で、道路事情が悪化した。地元店舗と全国チェーンが混ざりあい、モーテル、レストラン、ガソリンスタンドは全国チェーンが多い。この回廊沿いの主要企業は、コンフォート・イン、デイズイン、クォリティ・イン、ルビー・チューズデイ、アップルビーズ、ウェンディーズ、アービーズ、ハーディーズ、バーガーキング、KFC、サブウェイ（2店舗）、マクドナルド、ドラー・ジェネラル（2店舗）、ファーム・フレッシュ、フード・ライオン、ビッグロッツ、カークエスト・オートパーツ、フォード・モーター、日産自動車、現代自動車がある。
- ハルステッド大通り延伸部/ハルステッド大通りウィークスビル道路（）

エリザベスシティにアメリカ国道バイパスを繋ぐのは比較的新しいハルステッド大通り延伸部であり、2002年にバイパス開通と同時に建設された。過去10年間で、市内の急速に成長する部分となり、市の他の場所から移って来る企業や新しいテナントが入り、その大多数は全国チェーンである。この回廊沿いの主要企業は、ウォルマートのスーパーセンター、マリオット・インターナショナルの経営するフェアフィールド・イン、ハンプトン・イン、ベストウエスタンホテルズ、アイホップ、サブウェイ、マクドナルド、ロージーズ、ドラー・ジェネラル、フード・ライオン、トラクター・サプライ、本田技研工業、トヨタ自動車、クライスラーがある。

## メディア
「デイリー・アドバンス」は1911年にハーバート・ピールが創刊して以来、市内唯一の日刊紙である。2009年半ば、「デイリー・アドバンス」はクック・コミュニケーションズに買収された。
「インディペンデント」はエリザベスシティと周辺のアルベマール地域に配布される週刊紙だった（1908年から1939年）。ウィリアム・オスカー・"W・O"・サンダース（1884年-1940年）が発行した。
エリザベスシティはハンプトン・ローズ・テレビ市場に属している。受信できる放送の多くはバージニア州南東部から送られている。全国系列のテレビ放送は全て視聴できる。
エリザベスシティを拠点とするテレビ局W18BB-Dは、エリザベスシティ州立大学キャンパスにある送信塔から放送を流している。

## 教育
エリザベスシティの公共教育はエリザベスシティ・パスクォタンク郡教育委員会が管理するエリザベスシティ・パスクォタンク郡教育学区が運営しており、小学校7校、中学校2校、高校2校とオルタナティブ高校1校がある。

### 小学校
- 中央小学校
- J・C・ソーヤー小学校
- ノースサイド小学校
- パスクォタンク小学校
- P・W・ムーア小学校
- シープ・ハーニー小学校
- ウィークスビル小学校

### 中学校
- エリザベスシティ中学校
- リバー道路中学校

### 高校
- ノースイースタン高校
- パスクォタンク郡高校

### オルタナティブ高校
- H・L・トリッグオルタナティブ高校

### 私立学校
- アルベマール学校
- カシードラル・クリスチャン・アカデミー
- フォアシャドウ・アカデミー
- ニューライフ・アカデミー
- ビクトリー・クリスチャン学校

### 高等教育機関
エリザベスシティには私立1校、公立2校の高等教育機関がある。
エリザベスシティ州立大学はノースカロライナ大学システム16キャンパスの中では最初のものであり、昔からアフリカ系アメリカ人を対象にしており、2011年秋の入学者は2,930人だった。キャンパスの広さは200エーカー (0.81 km2) とコンパクトであり、市の南端境界に沿ってある。1891年に師範学校として設立され、現在はノースカロライナ州北東部16郡の高等教育需要に対応し、学士37学科と修士4学科がある。
エリザベスシティ州立大学はエリザベスシティ地域空港にある航空訓練施設で航空科学科を教えている。また、ノースカロライナ大学システムの旗艦校であるノースカロライナ大学チャペルヒル校との協力で薬学博士課程も運営している。

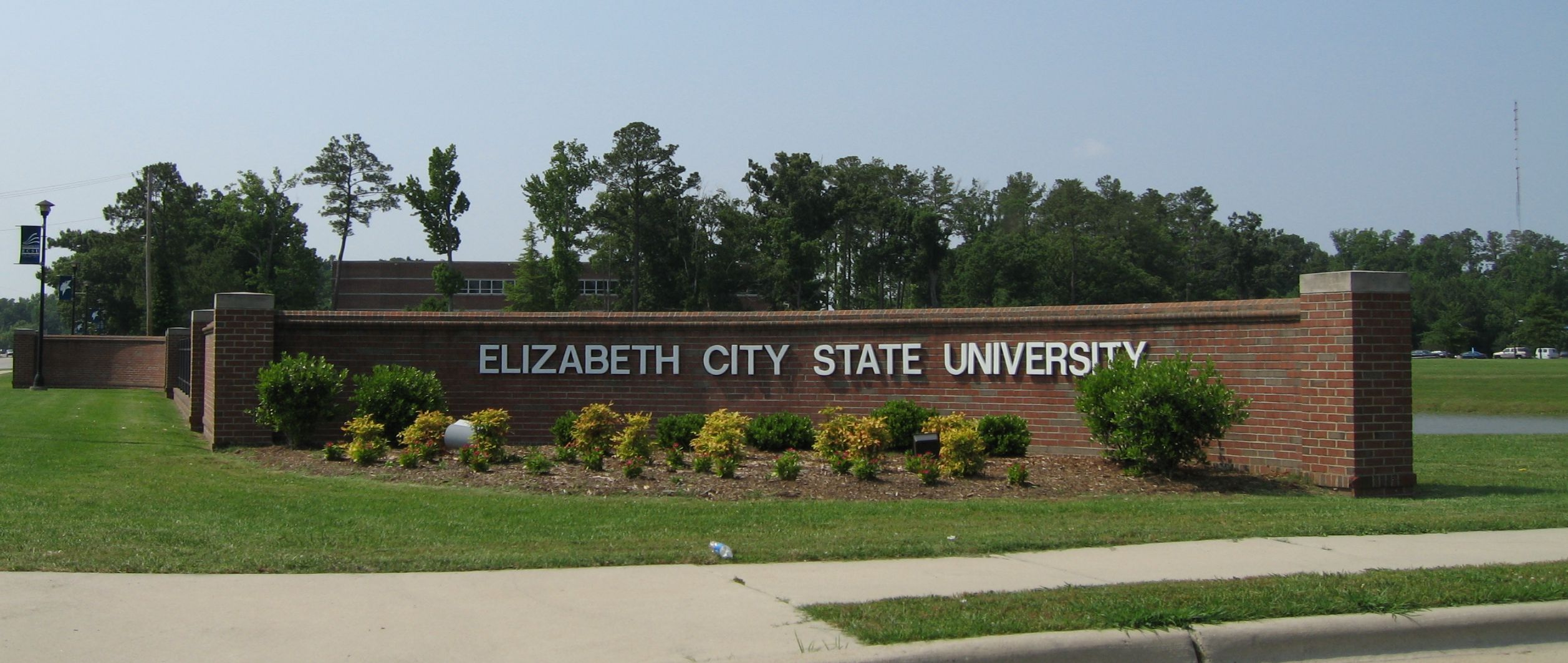
エリザベスシティ州立大学キャンパス入口の1つ

市内北端、アルベマール病院に隣接してアルベマール・カレッジの主キャンパスもある。1960年成立のノースカロライナ州コミュニティカレッジ法の下で最初に造られたカレッジとして知られている。州内のバーコ、イーデントン、マニーオーにも衛星キャンパスがある。
大西洋中部クリスチャン大学は1948年に設立されたキリスト教系大学であり、エリザベスシティ中心街の北、パスクォタンク川沿いにある。
これら3大学は全て、学生が他の2つの大学の1つに二重入学することを認める協定を結んでいる。

## 医療
エリザベスシティで主たる医療提供者はアルベマール病院であり、182床の地域医療の中心であり、アルベマール・ヘルス体系の中核である。パスクォタンク郡が所有運営しており、1914年に創業され、1960年に現在の場所に移された。2008年、アルベマール・ヘルスはグリーンビルを本拠とするバイダント・ヘルスの日々管理下に入ったが、所有権と執行決定権は郡の下に留まっている。
2012年10月から、郡はアルベマール病院の地域主要医療施設としての位置づけを固めるために、近隣の医療体系との協業を求めるようになった。特定のサービスや専門性に限界があり、多くの患者がハンプトン・ローズやグリーンビル都市圏での医療を求めるようになり、病院の運営には確実に支障を生じるようになっていた。大きな医療組織と提携することで、購買力の増加、機器や施設の投資の改善、さらに新たな医師を地域に呼び込めるという効果も見込まれている。
2013年1月までに、運営委員会は現在のマネジャーであるバイダント・ヘルスや、ノーフォークを基盤とするセンタラ・ヘルスケア、テネシー州ブレントウッドを基盤とするデューク・ライフポイント・ヘルスから強力な提案を貰った。デューク・ライフポイント・ヘルス自体はダーラムを本拠とするデューク大学ヘルスシステムとブレントウッドを基盤とするライフポイント病院との間で協力関係を築いている。
アルベマール病院がセンタラ・ヘルスケアとの間に結んだ100年間管理協定は、2014年3月1日から有効となった。

## サービスとユーティリティ
エリザベスシティは地方自治体に課された義務の一部として、フルサービスの警察署、消防署、公営住宅部門を運営する他、上下水道、公衆衛生と電力分配を行い、そのために幾つかの深い井戸、浄水プラント、3か所の給水塔、上下水処理場を運転している。パスクォタンク郡と共にエリザベスシティ・パスクォタンク公園とレクリエーション部、社会サービス部、ウィザースプーン記念図書館を運営している。ウィザースプーン記念図書館は4郡で構成するアルベマール地域図書館システムの中で最大の施設と本部を備えている。
アルベマール地域にある他の自治体と同様に、エリザベスシティはアルベマール地域で230kVの送電線を運営するドミニオン・ノースカロライナ電力から電力を購入している。電力は近くのバージニア州チェサピークにある石炭焚き発電所と同州サリーにある原子力発電所から得られている。
地元の電話はセンチュリーリンクが提供しており、エリザベスシティに本拠を置いていたノーフォーク・アンド・カロライナ・テレフォン・アンドテレグラフの元本社と電話交換所を使って運営している。その会社は後にカロライナ・テレフォン・アンドテレグラフ、ユナイテッド・テレコム、スプリント・ネクステル、エンバークに引き継がれた。
ケーブルテレビとインターネットはタイム・ワーナー、元のアデルフィア・コミュニケーションズが提供している。
天然ガスのパイプラインはピードモント天然ガスが維持している。タンクとガスボンベは地元の幾つかの供給者から入手できる。

## 交通

### 高規格道路

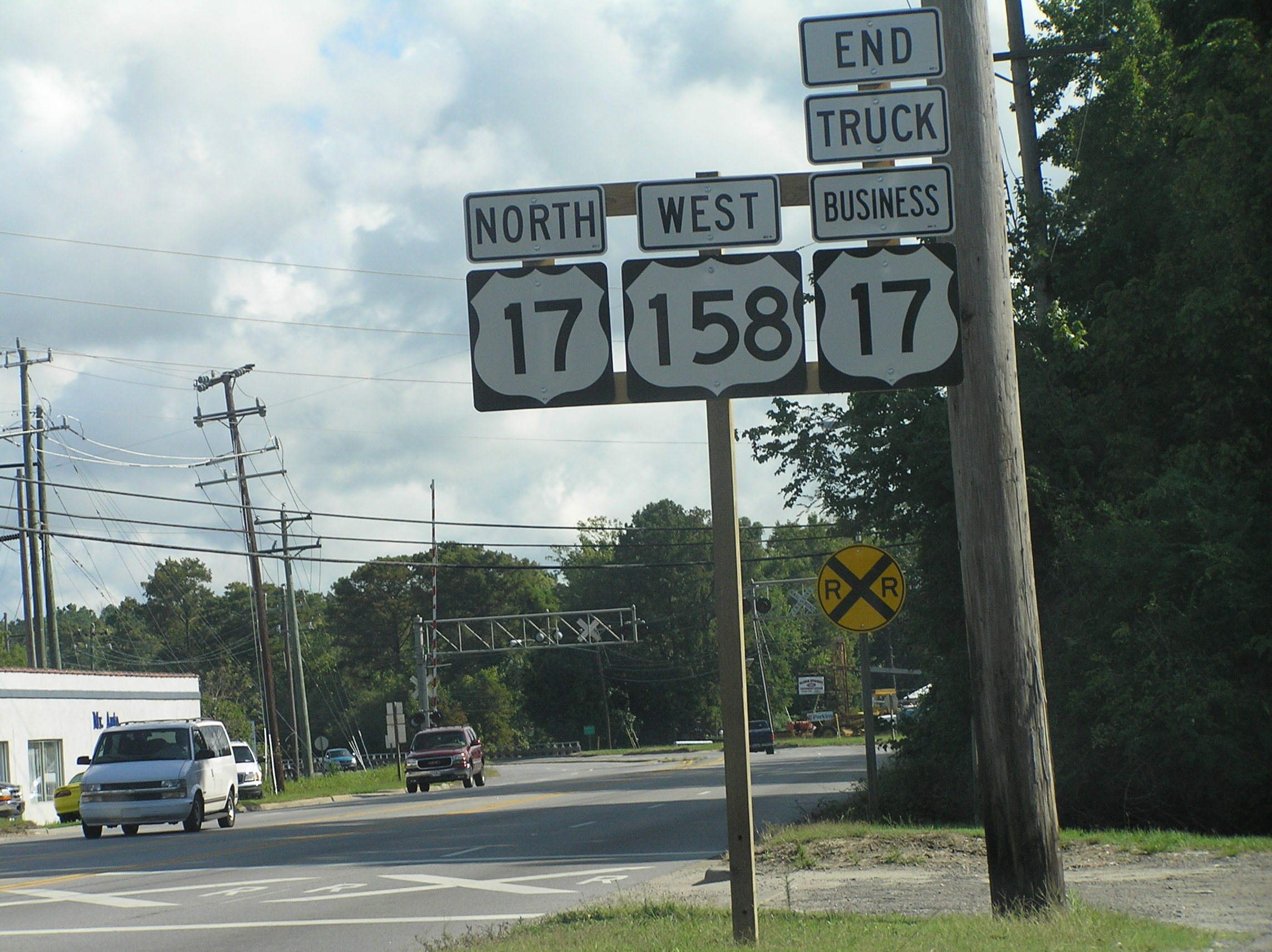
アメリカ国道17号線産業道路と同トラック産業道路のヒューズ大通り（17号線と本線）と交わる北端。さらに北にはノースロード通り（国道17号線と同158号線）に進む

エリザベスシティは高規格道路のネットワークによって近隣の郡や都市と繋がれている。
普通の道路と異なるのは市内を通過するアメリカ国道17号線であり、4つの分岐路があって、1つの町で2つや3つの選択肢があることは稀なことである。
17号線の本線は南西からリトル川を渡ってパスクォタンク郡に入って来る。同17号線バイパスが直ぐに北西方向に分岐し、本線は北東のエリザベスシティに向かう。市域に入ると直ぐに、17号線産業道路が東向きに分離して中心街のウォーターフロントに向かう。本線はヒューズ大通りとして市内を抜けている。
本線はノースカロライナ州道344号線（ハルステッド大通り）の商業回廊、チャーチ通り、メインストリートと交差し、エリザベス通りの半ばでは国道158号線と国道17号線トラック産業道路と合流している。この3本の道路が合流したまま北東のアメリカ国道17号線産業道路と同トラック産業道路北端に向かい、ノースロード通りと交差する。ここから本線と国道158号線は北西にカーブし、エリザベスシティを離れ、ノースロード通りの延長部に続く。
17号線バイパスは町の外数マイルで本線と合流し、158号線はモーガンズコーナーの西で分岐し、直ぐにパスクォタンク川を渡ってカムデン郡に入る。17号線はディズマル湿地運河とグレート・ディズマル湿地の東境界に並行して走り、バージニア州境に至る。
国道17号線産業道路（1969年-現在）はヒューズ大通りから分岐し、エーリングハウス通りとして東に向かう。この通りはエリザベスシティ生まれでは唯一州知事になったジョン・C・B・エーリングハウス州知事（在任1933年-1937年）にちなんで名付けられた。中心街はノースロード通りとして北に曲がり国道17号線/ヒューズ大通りと交差した所で終わる。本線はノースロード通りとして北に向かう。
国道17号線トラック産業道路はアメリカ国道の中では特異な二重指定の名称であり、カムデン土手道から西にエリザベス通り沿いに進み、ヒューズ大通りを北に転じて産業道路と同じ北端となる。エリザベス通りから北側のヒューズ大通りの終端までの国道17号線は住宅地を抜けるので、車両の重量制限があり、別の産業道路を必要とした。
17号線では最後で最新の支線はバイパス道であり、自動車専用の州間高速道路並みの道路となっている。2002年に市の直ぐ西で完成し、17号線のノースカロライナ州では唯一市内にある部分を取り去ることになった。
国道158号線は東からエリザベスシティに入る。東にはアウターバンクスやデア郡、カリタック郡、カムデン郡がある。エリザベス通りとして西に進み、一部は17号線トラック産業道路と合流し、北西に進んでモーガンズコーナーで分かれ、西のグレート・ディズマル湿地を抜け、ゲイツ郡に入る。
ノースカロライナ州道344号線は国道17号線バイパスから南東のパスクォタンク郡南部に繋ぐ小さな接続路になっている。エリザベスシティの南端では商業と産業の主要回廊であり、沿岸警備隊エリザベスシティ航空基地、エリザベスシティ州立大学、および田園部未編入のウィークスビルの町へのアクセスとなっている。

### 空港
エリザベスシティには沿岸警備隊エリザベスシティ航空基地と共有する官民合同空港があり、市域の南東4マイル (6 km) にある。エリザベスシティ地域空港、コードはECGである。
定期便の国内国際線がある最寄りの空港はノーフォーク国際空港（コードはORF）があり、車で約1時間のノーフォーク市にある。

### バス
地方公共バス輸送はインター・カウンティ公共交通局が運営している。パスクォタンク郡、パーキマンス郡、カムデン郡、チョウォーン郡、カリタック郡の中で運用されている。
グレイハウンドが定期都市間定期バスの運行を行っている。

### 鉄道

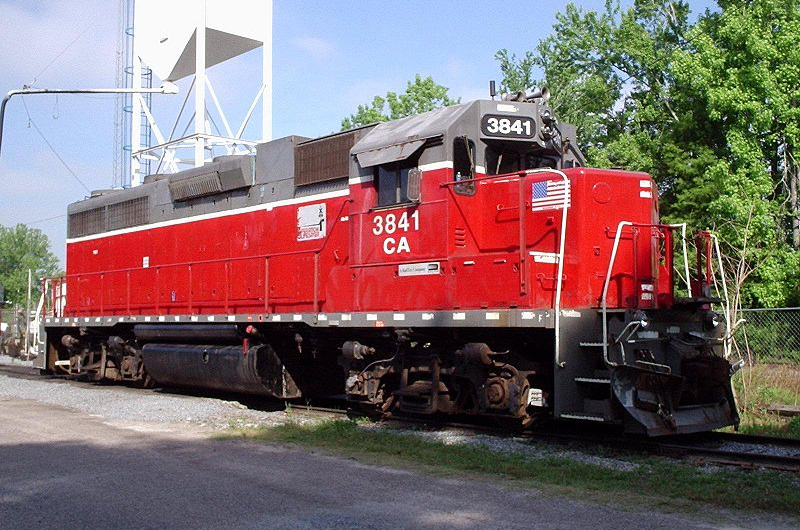
チェサピーク・アンド・アルベマール鉄道の機関車3841、ハルステッド大通り延伸部に隣接して駐車しているのが見られる

チェサピーク・アンド・アルベマール鉄道は、ノースカロライナ・アンド・バージニア鉄道が運営する短線であり、イーデントンとチェサピークの間、延長は82マイル (132 km) である。最初はエリザベスシティ・アンド・ノーフォーク鉄道として1881年に開通し、後にノーフォーク・サザン鉄道と改名された。かつてはノーフォーク・サザン鉄道の幹線だったが、地域産業が衰退し、イーデントンからマッケイズフェリーまでアルベマール・サウンドを渡る路線が廃止されて、1990年にチェサピーク・アンド・アルベマール鉄道に賃貸することになった。この鉄道はノーフォーク・サザン鉄道からチェサピークのCSXトランスポーテーション本線まで穀物や砂などの原材料を運ぶ地域の輸送機関として使われている。
旅客鉄道の運行は1947年に停止された。最寄りの旅客えきは北に約1時間のノーフォーク市にあるアムトラックの駅である。

## 著名な出身者
- アレックス・ヘイリー（1921年 - 1992年）、小説家、『ルーツ』（1976年）が代表作、エリザベスシティ生まれではないが、1937年にエリザベスシティ州立カレッジ（現エリザベスシティ州立大学）の2回生を過ごした
- マックス・ローチ（1924年 - 2007年）、ジャズミュージシャン、ドラマー、作曲家、エリザベスシティの北、パスクォタンク郡北部のニューランド郡区で生まれた
- エドワード・スノーデン（1983年 - ）、情報工学者、国家安全保障局の内部告発者、2013年6月に政府機密文書をイギリスの新聞「ザ・ガーディアン」に漏らした。子供時代をエリザベスシティで過ごした[57][58]